# Скупштина Заједнице општина Аутономне Покрајине Косово и Метохија
Скупштина Заједнице општина Аутономне Покрајине Косово и Метохија била је скупштина Удружења локалних самоуправа и општинских власти на Косову и Метохији.
Настала је у Косовској Митровици и представљала је српске општине које су одбијале једнострано проглашење независности Републике Косово. Скупштина се састојала од 45 представника делегираних од стране 26 општина.
Већину делегата чинили су етнички Срби, али били су присутни и представници Горанаца, Бошњака и ромских заједница.
Председник СЗО АП КиМ био је Радован Ничић, док су Министарство за КиМ и министар Горан Богдановић примењивали законе које је доносило СЗО АП КиМ.
Скупштина је укинута након потписивања Бриселског споразума 2013. године.

## Састав
Састав СЗО АП КиМ по изборима 11. маја 2008: 
- Српска радикална странка – 17
- Демократска странка Србије – 13
- Социјалистичка партија Србије – 4
- Демократска странка – 3
- Г17 плус – 1
- Грађанска иницијатива Горе – 1
- Независни – 4

## Међународна реакција
Изборе за СЗО АП КиМ нису признале ни УНМИК нити илегална Влада Косова.
Стварање Скупштине су осудили самопроглашени председник Косова Фатмир Сејдију, као чин који је усмерен на дестабилизацију Косова, а УНМИК је рекао да стварање ове скупштине није озбиљно питање, јер неће имати никакву оперативну улогу.